# مدينة ونشان
مدينة ونشان (بالصينية: 文山市) هي مدينة على مستوى مقاطعة، في الصين، تقع في Wenshan Zhuang and Miao Autonomous Prefecture ‏، بلغ عدد سكانها 481,505 نسمة، تبلغ مساحتها 2,972 كيلومتر مربع، رمزها البريدي هو 663000.

## المناخ
يظهر الجدول التالي التغييرات المناخية على مدار السنة لمدينة ونشان:
| البيانات المناخية لـمدينة ونشان    | البيانات المناخية لـمدينة ونشان | البيانات المناخية لـمدينة ونشان | البيانات المناخية لـمدينة ونشان | البيانات المناخية لـمدينة ونشان | البيانات المناخية لـمدينة ونشان | البيانات المناخية لـمدينة ونشان | البيانات المناخية لـمدينة ونشان | البيانات المناخية لـمدينة ونشان | البيانات المناخية لـمدينة ونشان | البيانات المناخية لـمدينة ونشان | البيانات المناخية لـمدينة ونشان | البيانات المناخية لـمدينة ونشان | البيانات المناخية لـمدينة ونشان |
| الشهر                              | يناير                           | فبراير                          | مارس                            | أبريل                           | مايو                            | يونيو                           | يوليو                           | أغسطس                           | سبتمبر                          | أكتوبر                          | نوفمبر                          | ديسمبر                          | المعدل السنوي                   |
| ---------------------------------- | ------------------------------- | ------------------------------- | ------------------------------- | ------------------------------- | ------------------------------- | ------------------------------- | ------------------------------- | ------------------------------- | ------------------------------- | ------------------------------- | ------------------------------- | ------------------------------- | ------------------------------- |
| الدرجة القصوى °م (°ف)              | 27.8 (82.0)                     | 32.6 (90.7)                     | 33.2 (91.8)                     | 35.2 (95.4)                     | 35.9 (96.6)                     | 34.2 (93.6)                     | 33.1 (91.6)                     | 33.6 (92.5)                     | 32.6 (90.7)                     | 30.4 (86.7)                     | 29.0 (84.2)                     | 29.1 (84.4)                     | 35.9 (96.6)                     |
| متوسط درجة الحرارة الكبرى °م (°ف)  | 17.4 (63.3)                     | 19.6 (67.3)                     | 24.1 (75.4)                     | 26.9 (80.4)                     | 27.6 (81.7)                     | 27.8 (82.0)                     | 27.6 (81.7)                     | 27.5 (81.5)                     | 26.1 (79.0)                     | 23.4 (74.1)                     | 20.4 (68.7)                     | 17.8 (64.0)                     | 23.8 (74.9)                     |
| المتوسط اليومي °م (°ف)             | 12.3 (54.1)                     | 14.2 (57.6)                     | 18.0 (64.4)                     | 21.2 (70.2)                     | 22.9 (73.2)                     | 23.7 (74.7)                     | 23.6 (74.5)                     | 23.3 (73.9)                     | 21.8 (71.2)                     | 19.2 (66.6)                     | 15.8 (60.4)                     | 12.6 (54.7)                     | 19.1 (66.3)                     |
| متوسط درجة الحرارة الصغرى °م (°ف)  | 7.2 (45.0)                      | 8.7 (47.7)                      | 11.8 (53.2)                     | 15.5 (59.9)                     | 18.1 (64.6)                     | 19.6 (67.3)                     | 19.6 (67.3)                     | 19.0 (66.2)                     | 17.5 (63.5)                     | 15.0 (59.0)                     | 11.2 (52.2)                     | 7.4 (45.3)                      | 14.2 (57.6)                     |
| أدنى درجة حرارة °م (°ف)            | −2.9 (26.8)                     | −0.4 (31.3)                     | 0.5 (32.9)                      | 5.6 (42.1)                      | 10.0 (50.0)                     | 13.4 (56.1)                     | 14.3 (57.7)                     | 13.7 (56.7)                     | 10.5 (50.9)                     | 4.2 (39.6)                      | 1.0 (33.8)                      | −3.0 (26.6)                     | −3.0 (26.6)                     |
| الهطول مم (إنش)                    | 13.9 (0.55)                     | 18.3 (0.72)                     | 28.9 (1.14)                     | 53.8 (2.12)                     | 120.8 (4.76)                    | 134.8 (5.31)                    | 206.4 (8.13)                    | 185.4 (7.30)                    | 119.4 (4.70)                    | 66.0 (2.60)                     | 45.6 (1.80)                     | 11.9 (0.47)                     | 1٬005٫2 (39.6)                  |
| متوسط أيام هطول الأمطار (≥ 0.1 mm) | 6.7                             | 6.1                             | 5.9                             | 10.1                            | 15.6                            | 17.6                            | 20.6                            | 21.4                            | 15.8                            | 12.2                            | 8.8                             | 4.3                             | 145.1                           |
| المصدر: Weather China              |                                 |                                 |                                 |                                 |                                 |                                 |                                 |                                 |                                 |                                 |                                 |                                 |                                 |

## التقسيمات الإدارية
- Kaihua Subdistrict  [لغات أخرى]‏
- Dehou Town  [لغات أخرى]‏
- Liujing Yi Ethnic Township  [لغات أخرى]‏
- Baxin Yi Ethnic Township  [لغات أخرى]‏
- Hongdian Hui Ethnic Township  [لغات أخرى]‏
- Wolong Subdistrict  [لغات أخرى]‏
- Xinping Subdistrict  [لغات أخرى]‏.